# مقاطعة تيباه (ميسيسيبي)
مقاطعة تيباه هي مقاطعة في مسيسيبي، بلغ عدد سكانها 22٬232  نسمة، في 2010، عاصمتها ريبلي، تبلغ مساحتها 1٬191 كيلومتر مربع.

## الموقع
تشترك في الحدود مع:
- مقاطعة هاردمان
- مقاطعة يونيون
- مقاطعة برنتيس
- مقاطعة ألكورن
- مقاطعة بينتون.

## التقسيمات الإدارية
- ريبلي.